# ورلو (نیش)
ورلو (به صربی: Vrelo) یک منطقهٔ مسکونی در صربستان است که در Pantelej واقع شده‌است.